# Барово (община Демир-Капія)
Барово (мак. Барово) — село в общині Демир-Капія, в регіоні Бошавія, поблизу міста Демир-Капія.

## Походження назви
Назва села вперше зафіксована в турецьких документах XV ст. Ім'я пов'язане з особовим іменем Баро (Варвара, Варфоломій, Браніслав). 

## Географія та розташування

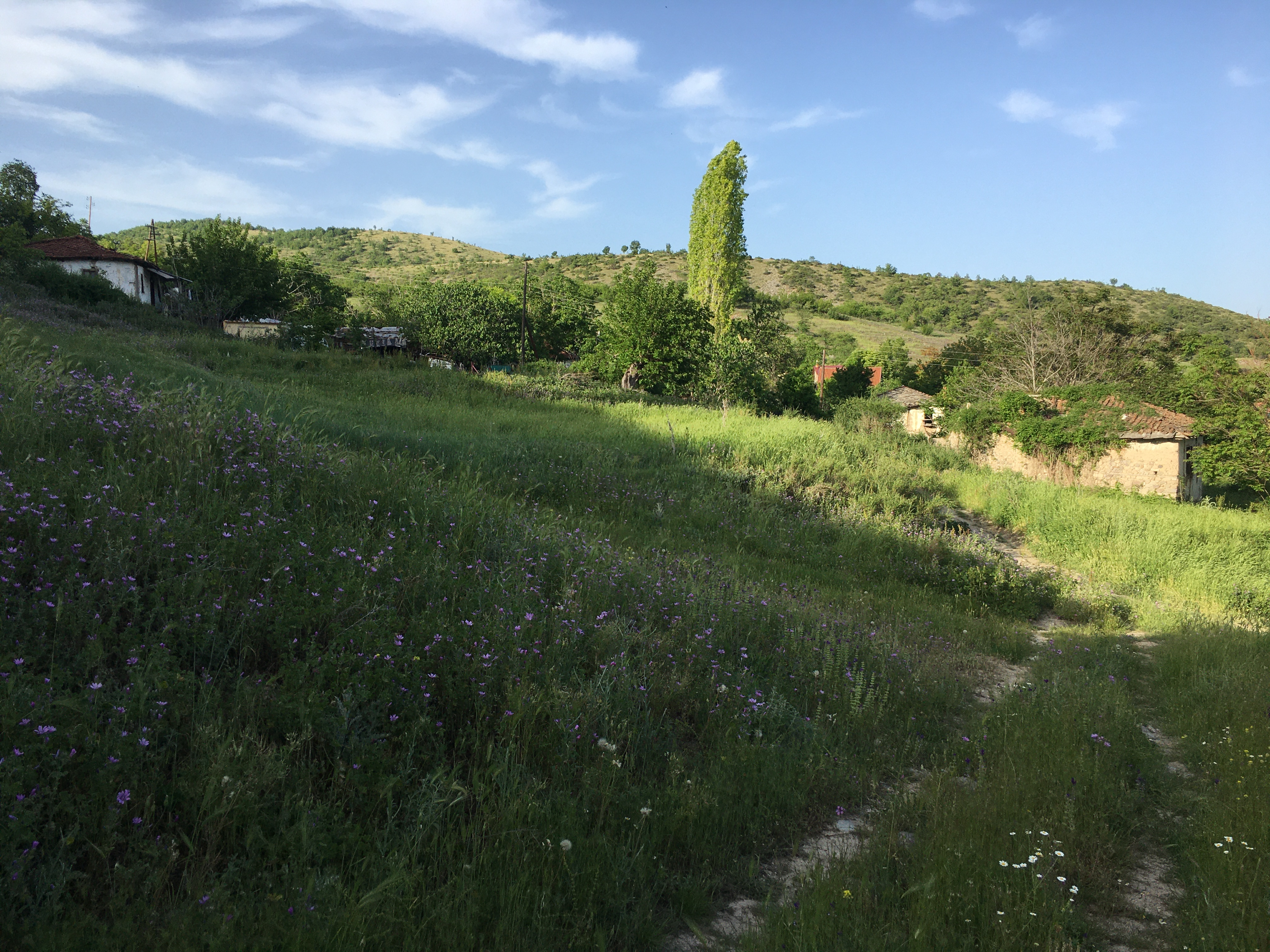
Вид на село

Село розташоване в районі Бошавія, в південно-західній частині території муніципалітету Демир Капія, на межі з общиною Кавадарці.  Село розташоване на пагорбі над долиною на лівому березі річки Босава, і на тій же стороні ґрунтової місцевої дороги Демир-Капія - Конопіште, яка проходить через село Бесвиця. Село горбисте, на висоті 470 метрів, від міста Неготино 33 кілометри. 
Барово розташоване під Витачевським плато, розташованим на терасі, через яку проходить долина, а річка Бошава проходить під селом у середній частині Баровської ущелини. В селі є кілька криниць, з’єднаних з фонтанами, а нижче села є джерело Врело. Навколо села є кілька джерел.
Місцевості в районі села носять такі назви: Страньє, Чука, Голяк, Шумаст Рід і Голем Сурія.
Село має компактний тип і поділяється на три мікрорайони: Горно, Срецело та Чифлик.
Барово вирізняється традиційною будівельною архітектурою.

## Історія
Барово — старе село, про що свідчить багато старожитностей навколо села. Є кілька місцевостей, де є залишки колишньої діяльності старшого населення. Церква у селі Барово також згадується серед внесків царя Душана Трескавецькому монастирю з 1335 року.

## Економіка

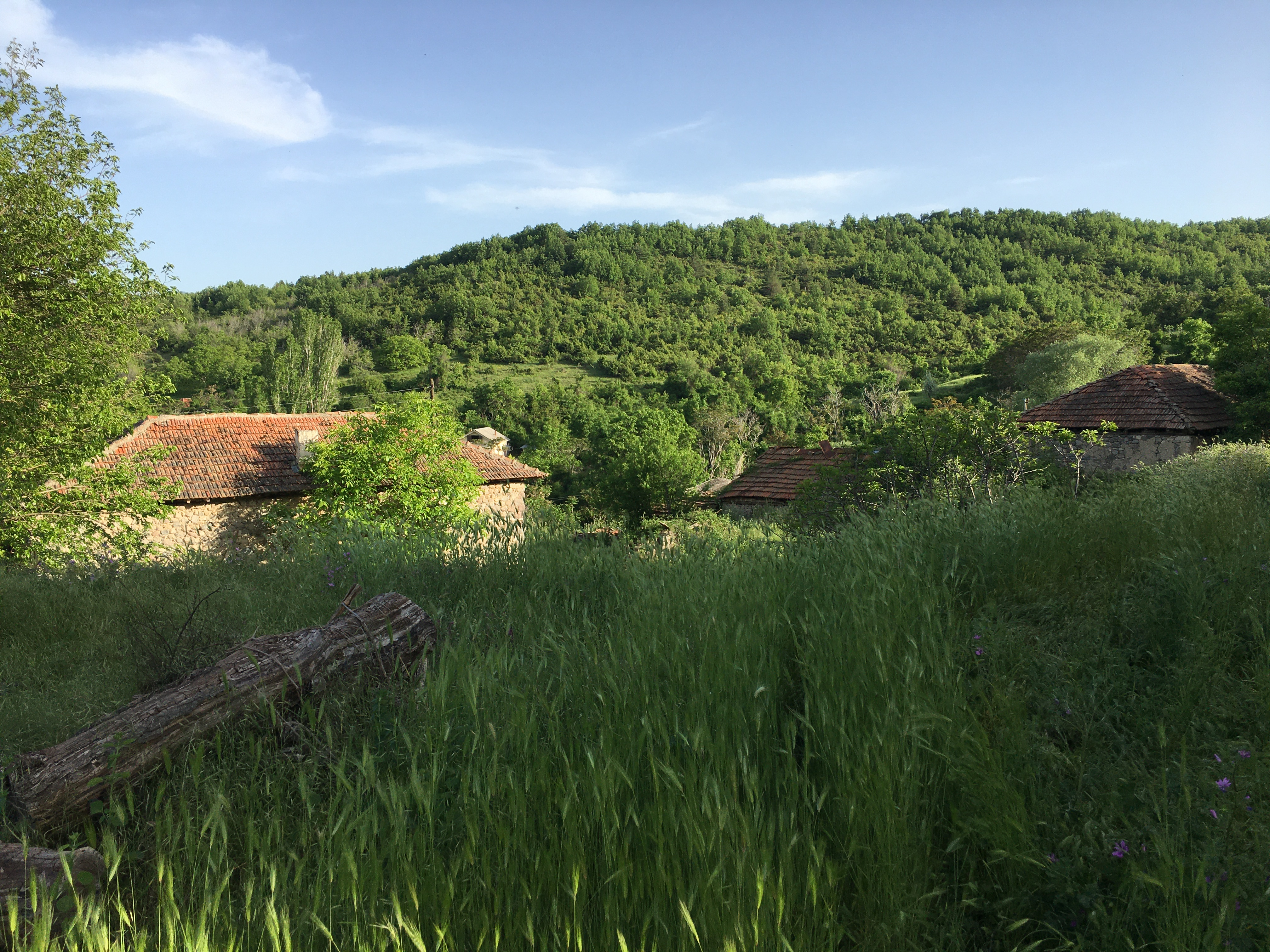
Будинки в селі

Територія громади села середніх розмірів займає площу 14,4 км2. Переважають рілля на площі 653,5 га, пасовища становлять 539,5 га, ліси 162,4 га.
В основному село має сільськогосподарсько-лісогосподарське призначення. 
Жителі села жили із землеробства та тваринництва. Крім мусульманського населення, значна частина християнського населення працювала на своїх полях, а решта працювала на фермах. У минулому вздовж річки Босава були рисові поля і було три великі млини, а в самому селі був магазин і дві кузні.

## Населення
За даними Василя К'нчова (« Македонія. Етнографія і статистика ») за 1900 рік, у селі Барово проживало 474 жителі, з яких 220 македонських християн, 248 македонських мусульман і 6 ромів. За даними секретаря Болгарського екзархату Димитра Мішева («La Macédoine et sa Population Chrétienne ») у 1905 році в Барово проживало 304 жителі.
Барово – невелике село у фазі повного відселення. У 1961 році в селі було 263 жителі, а в 1994 році лише 28 жителів македонського населення. 
За переписом населення 2002 року в селі Барово проживало 10 осіб, з них 9 македонців і 1 турок. 
За даними останнього перепису населення Македонії 2021 року, Барово має 3 мешканців.
Барово було змішаним мусульмансько-християнським македонським селом.

## Культурні та природні пам'ятки
Археологічні пам'ятки

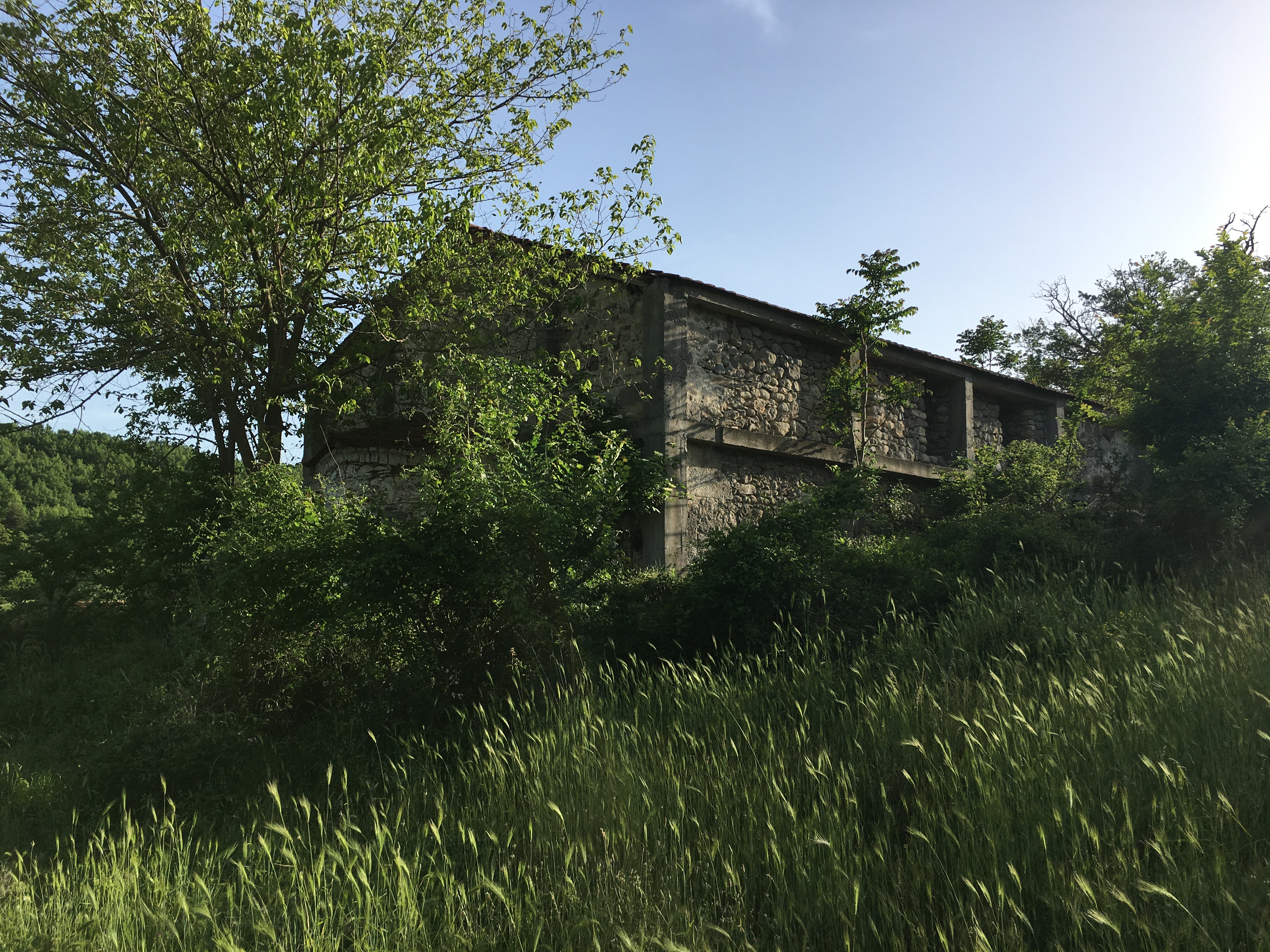
Головний сільський храм «Різдва Пресвятої Богородиці»

- Грамадже — храм і некрополь римських часів;
- Гробана — некрополь римських часів;
- Дабот — пізньоантичний некрополь; і
- Рідот — поселення та некрополь римських часів.

Церкви 
- Церква «Різдва Пресвятої Богородиці» — головний храм села.

Пам'ятники
- Пам'ятник на честь НОБ

## Персоналії
- Александр Цандовський (1936-2020) — священик і професор.

## Галерея

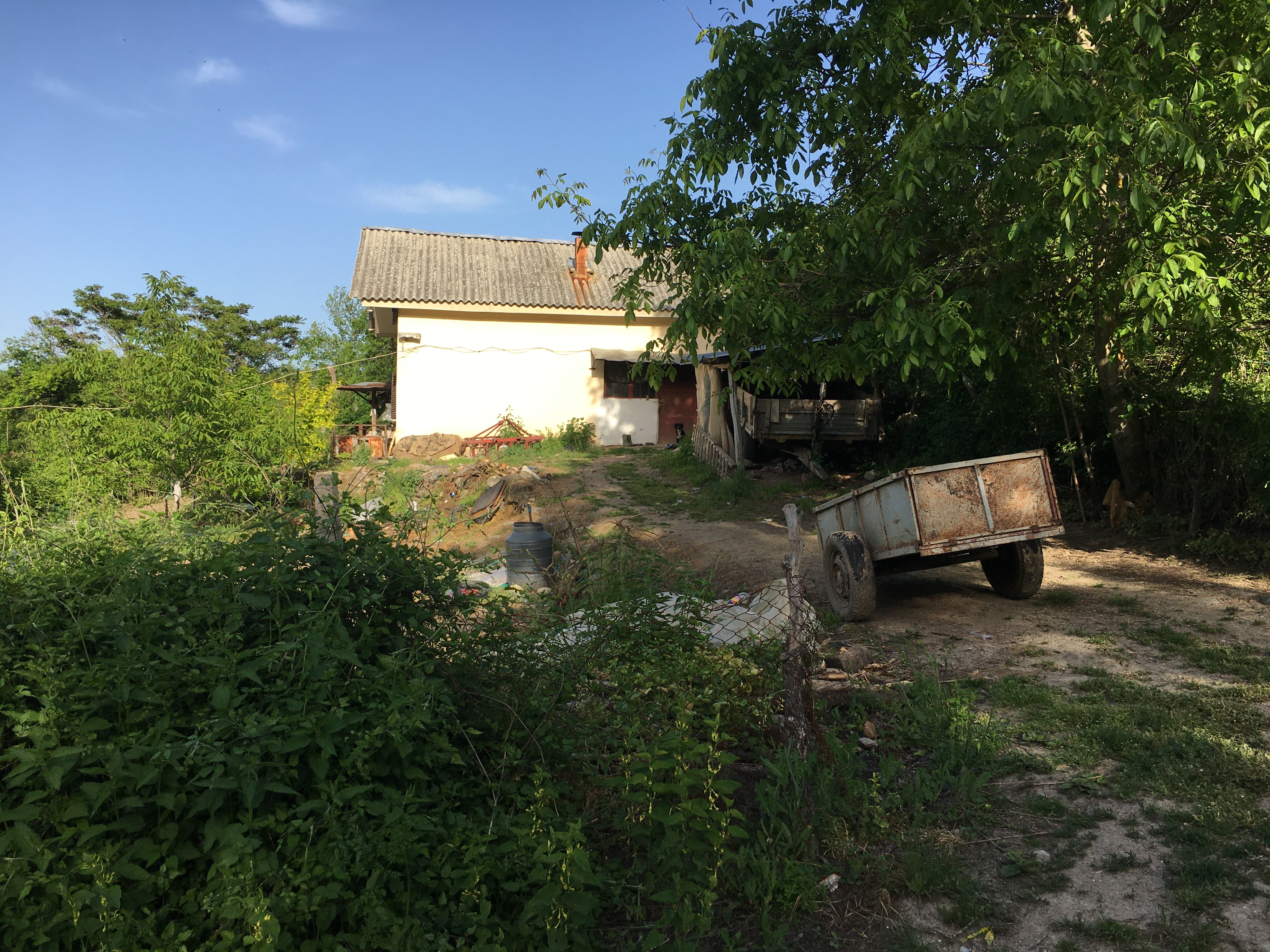
Будинок у селі
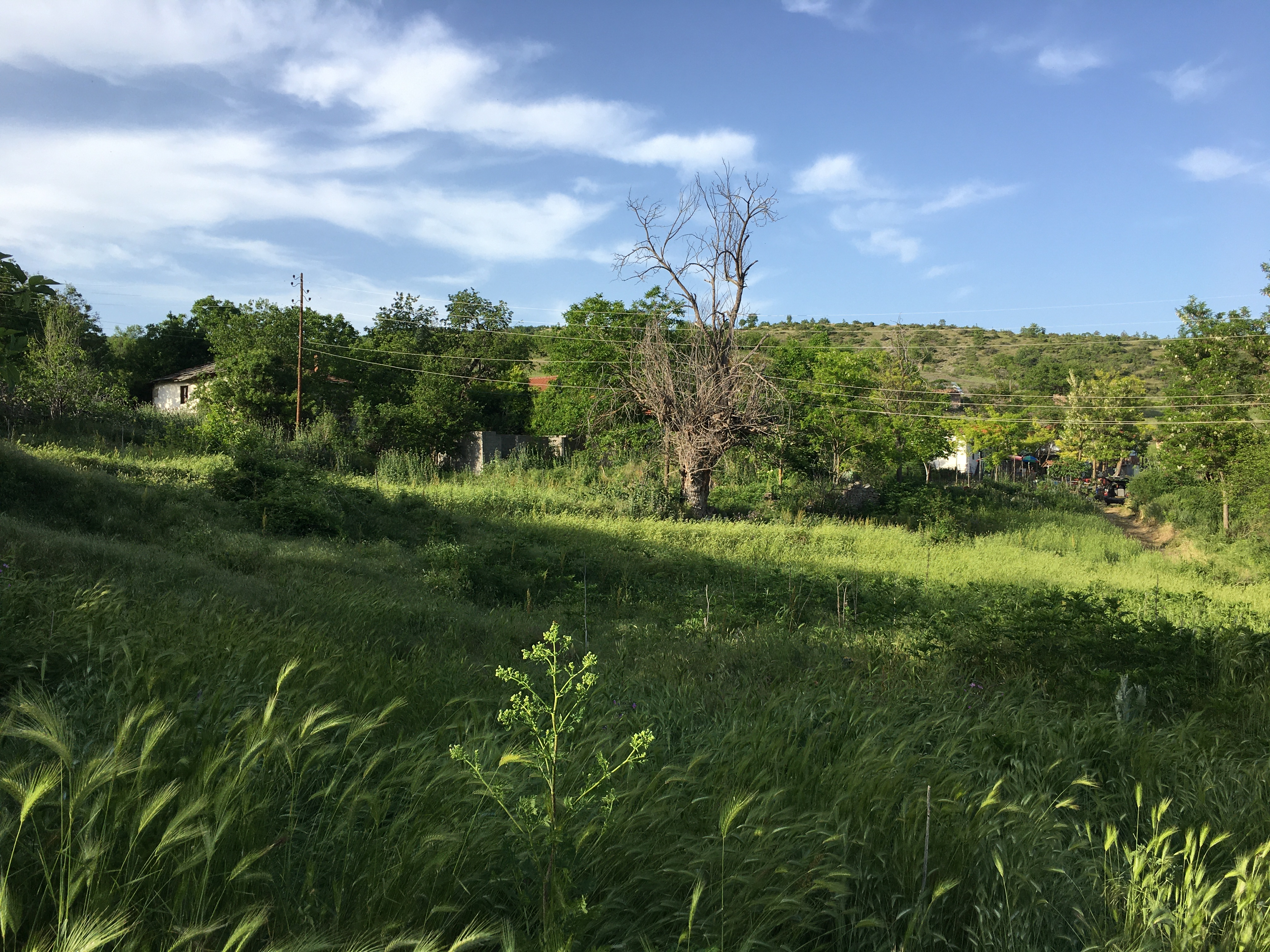
Будинки в селі
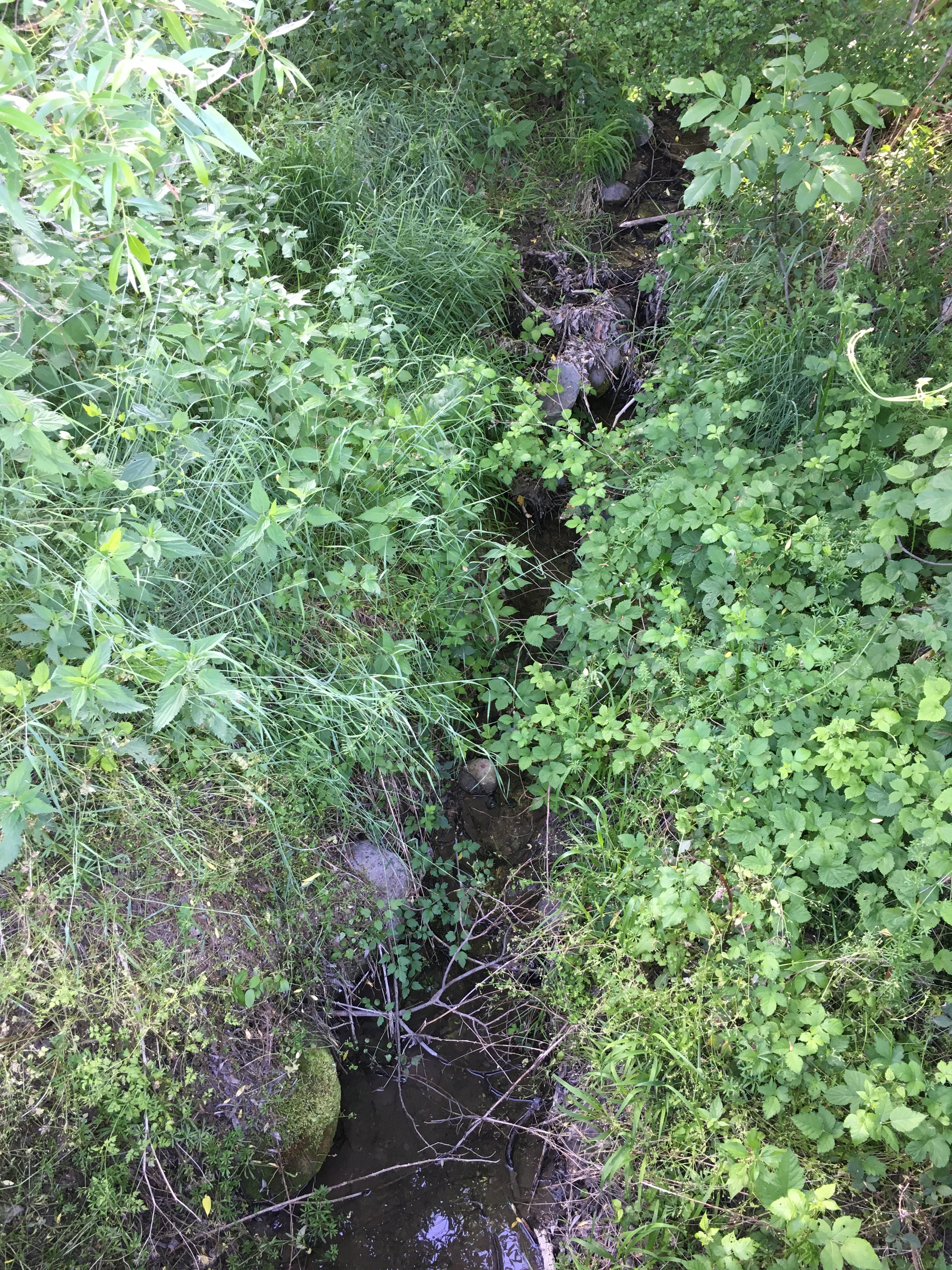
Струмок поблизу села